# Tisamenus asper
Tisamenus asper (Syn. Hoploclonia asper) ist eine auf der philippinischen Insel Luzon vorkommende Gespenstschrecken-Art aus der Familie der Heteropterygidae.

## Merkmale
Von dieser Tisamenus-Art sind bisher nur wenige Exemplare bekannt. Ignacio Bolívar y Urrutia nennt in der Erstbeschreibung der Art sowohl Merkmale männlicher als auch und weiblicher Tiere, führt am Ende aber nur Messdaten eines Tieres ohne Nennung des Geschlechts auf. Als Gesamtlänge gibt er 50 mm an. Die Art ähnelt sehr Tisamenus serratorius. Bei Tisamenus asper sind die Mesopleuren bedornt. Auf den vorderen Segmenten des Abdomens befinden sich bei ihr kleine runde Tuberkel, während hier bei Tisamenus serratorius schräg zur Seite gerichtete Stachelpaare sitzen, deren Länge von vorne nach hinten abnimmt. Auf dem Kopf befinden sich vorn fein- und hinten gröber gezähnte postorbitale Kämme.

## Systematik
Bolívar beschrieb die Art 1890 unter dem heute gültigen Namen. Der Artname „asper“ ist dem Lateinischen entlehnt und bedeutet rau bzw. uneben. Ein männlicher und ein weiblicher Syntypus sind im Museo Nacional de Ciencias Naturales in Madrid hinterlegt. Während der Status des Männchens fraglich ist, handelt es sich bei dem von Bolivar beschrifteten Weibchen sicher um einen Syntypus von Tisamenus asper. Ihm fehlen einige Tarsen und, wie auch dem Männchen, die Enden der Fühler.
James Abram Garfield Rehn und dessen Sohn John William Holman Rehn synonymisierten 1939 die Gattung Tisamenus mit der Gattung Hoploclonia. Gleichzeitig teilten sie die Gattung nach morphologischen Aspekten in verschiedene Gruppen ein. In die sogenannte Serratoria-Gruppe, stellten sie mit Hoploclonia aspera, der namensgebenden Hoploclonia serratoria (heute Tisamenus serratorius), Hoploclonia clotho (heute Tisamenus clotho) und Hoploclonia atropos (heute Synonym zu Tisamenus clotho), Arten mit deutlichen Lateralstacheln entlang der Ränder des Thorax und einem bis etwa zur Hälfte des Mesonotums reichenden, gleichschenkligen Dreieck auf dem vorderen Mesothorax.
Eine offizielle Wiederherstellung des ursprünglichen Namens erfolgte 2004 durch Oliver Zompro, der alle philippinischen Vertretern der bis dahin in Hoploclonia geführten Arten in die Gattung Tisamenus überstellte.

## Vorkommen
Bolívar nennt als Herkunft der untersuchten Tiere Mazarredo, Angat, in der Provinz Bulacan. Laut Beschriftung des weiblichen Syntypus handelt es sich dabei um den Mount Angat.